# Henoetsen
Henoetsen of Henutsen is een Egyptische koningin uit de 4e dynastie van Egypte.

## Leven
Henoetsen is de dochter van farao Sneferoe bij zijn derde vrouw. Zij trouwde met zijn half-broer Choefoe. Haar naam is bekend van een stèle uit de 26e dynastie van Egypte, gevonden naast de tempel van Isis vlak bij Piramide G1-c. De stèle noemt haar "Koningsmoeder".

## Kinderen
Zij is getrouwd met farao Choefoe en had de volgende kinderen:
- Choefoechaf
- Minchaf
- Chafra, de latere farao van Egypte.

Haar kinderen liggen begraven in de necropolis van Gizeh.

## Tombe
Haar tombe staat onder de wetenschappelijke naam bekend als Piramide G1c. Het is een wat kleinere piramide.
Er werd langere tijd gedacht dat piramide G1C een bijpiramide is, om de reden dat het geen bootschachten heeft zoals piramiden G1A en G1B. Op een later moment werd er vastgesteld dat het een onvoltooide piramide is en was gebouwd in haast. Men denkt dat Henoetsen ook daadwerkelijk bijgezet is in de piramide. Dr. Rainer Stadelmann is van mening dat Choefoechaf dezelfde persoon is als farao Chafra en dat deze piramide is gebouwd voor zijn moeder Henoetsen. Maar deze mening wordt betwist.